# Arthur Gordon Webster
Arthur Gordon Webster (* 28. November 1863 in Brookline, Massachusetts; † 15. Mai 1923 in Worcester, Massachusetts) war ein US-amerikanischer Physiker.
Webster studierte an der Harvard University Mathematik und Physik mit dem Abschluss 1885 als Bester seines Jahrgangs. Im selben Jahr setzte er sein Studium an der Universität Berlin fort, wo er 1890 bei Hermann von Helmholtz promoviert wurde. In dieser Zeit studierte er auch in Paris und Stockholm. 1892 wurde er als Nachfolger von Albert A. Michelson Professor für Physik an der Clark University, wo er 1900 eine volle Professur erhielt. Die Clark University war damals eine führende Ausbildungsstätte für Physik in den USA.  1923 erschoss er sich mit einem Revolver. In einem Abschiedsbrief beklagte er, mit seiner Forschung in einer Sackgasse gelandet zu sein. Webster stand der Relativitätstheorie und im Entstehen begriffenen Quantentheorie skeptisch gegenüber. Ein Grund war wahrscheinlich auch die Befürchtung, dass der neue Präsident der Clark University nach der Mathematikfakultät auch die Physikfakultät schließen würde.
Webster arbeitete sowohl experimentell als auch theoretisch. Seine Vorlesungen in theoretischer Physik erschienen in Buchform und waren damals in den USA einige der ersten solchen Lehrbücher auf ihren jeweiligen Gebieten. Er entwickelte ein Gerät zur Messung der Schallintensität und forschte über Kreisel. 1895 wurde er in die American Academy of Arts and Sciences gewählt. Bekannt ist er heute vor allem als Gründer der American Physical Society (APS), die auf seine Einladung von zwanzig Physikern am 20. Mai 1899 in der Columbia University gegründet wurde. 1903 wurde Webster Präsident der APS und in die National Academy of Sciences aufgenommen.
An der Clark University hatte er 27 Doktoranden. 1898 war er Colloquium Lecturer der American Mathematical Society (AMS) (The partial differential equations of wave propagation).

## Schriften
- Theory of electricity and magnetism, being lectures on mathematical physics, London, Macmillan 1897, Online
- The dynamics of particles and of rigid, elastic and fluid bodies: being lectures on mathematical physics, Leipzig, Teubner 1912, Online
- The Partial Differential Equations of Mathematical Physics, 1927 (postum erschienen), 2. Auflage Teubner 1933 (Herausgeber Samuel J. Plimpton, Reprint Dover 1966)